# Filip Luňák
Filip Luňák (27. leden 1980, Hradec Králové, Československo) je bývalý český hokejový brankář, který odehrál profesionální kariéru v české první lize za SK Horácká Slavia Třebíč a HC VCES Hradec Králové. S příchodem nového sponzora a extraligové licence do Hradce Králové po sezóně 2012/2013 pokračoval pouze v krajské lize za HC Náchod.

## Kariéra podle sezon
- 1999/2000 HC Lev Hradec Králové
- 2000/2001 HC Lev Hradec Králové
- 2001/2002 HC Slovan Louny
- 2002/2003 HC VČE Hradec Králové, HC Spartak Pelhřimov
- 2003/2004 SK Horácká Slavia Třebíč, HC Spartak Pelhřimov
- 2004/2005 SK Horácká Slavia Třebíč
- 2005/2006 SK Horácká Slavia Třebíč
- 2006/2007 SK Horácká Slavia Třebíč
- 2007/2008 SK Horácká Slavia Třebíč
- 2008/2009 HC VCES Hradec Králové
- 2009/2010 HC VCES Hradec Králové
- 2010/2011 HC VCES Hradec Králové
- 2011/2012 HC VCES Hradec Králové, HC Chotěboř
- 2012/2013 Královští lvi Hradec Králové
- 2013/2014–2016/2017 HC Náchod (krajská liga)